# 薩蒂亞·納德拉
薩蒂亞·納德拉（本名：Satyanarayana Nadella，1967年8月19日—）是一名印度裔美国企業家，现任微軟首席执行官。

## 生平
納德拉生於印度海德拉巴。在印度完成了大学学业后，先后在美国的威斯康星大学密尔沃基分校和芝加哥大学取得计算机科学和商业管理两个硕士学位。
曾在昇陽電腦工作。1992年進入微軟。最後成為微軟企業暨雲端運算部門負責人，在微软在线研究与开发部门和微软商业部担当副总裁一职。他主導的Microsoft Azure企業業務大獲成功。
2014年2月4日，微軟公司宣布由他接替史蒂夫·巴爾默，成為新一任執行長。
2021年6月16日，納德拉同時擔任微軟董事長。

## 家庭
納德拉父親是印度政府公務員，母親是梵文學者。1992年，24岁的他与Anupama Nadella结婚，现育有一个儿子和两个女儿，其中兒子患有腦性麻痺，已於2022年去世，得年26歲。业余爱好是打板球和阅读诗歌。